# Pampa de Achala

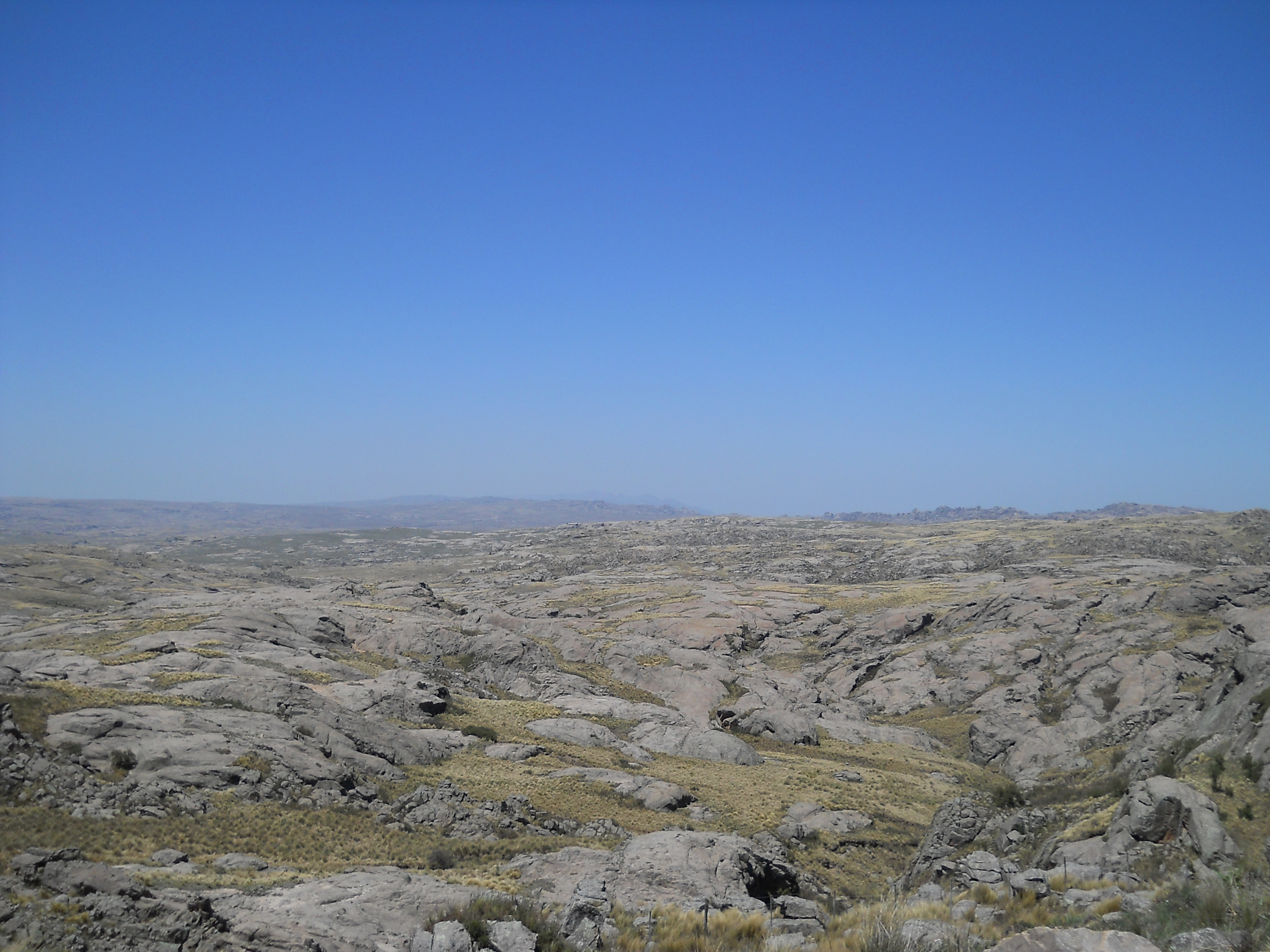
Pampa de Achala

Pampa de Achala ist eine Berglandschaft im Westen der argentinischen Provinz Córdoba. Es handelt sich um eine schroffe Landschaft im Herzen der Sierras de Córdoba innerhalb der Gebirgsregion Sierras Pampeanas, die in einer Höhe von über 1.500 Meter über dem Meeresspiegel liegt.